# Eishockeynationalmannschaft der Republik China
| Eishockeynationalmannschaft der Republik China                             | Eishockeynationalmannschaft der Republik China |
| -------------------------------------------------------------------------- | ---------------------------------------------- |
| Verband:                                                                   | Eishockeyverband der Republik China            |
| Erstes Länderspiel:                                                        |                                                |
| Republik China 2:2 Hongkong 3. März 1987 in Perth, Australien              |                                                |
| Höchster Sieg:                                                             |                                                |
| Republik China 30:0 Macau 15. März 2015 in Taipeh, Republik China (Taiwan) |                                                |
| Höchste Niederlage:                                                        |                                                |
| Republik China 0:35 Kasachstan 3. Februar 2011 in Astana, Kasachstan       |                                                |
| Medaillengewinne Herren:                                                   |                                                |
| WM:                                                                        | keine                                          |
| Olympia:                                                                   | keine                                          |
| Asienspiele:                                                               | keine                                          |
| IIHF Challenge Cup of Asia:                                                | 6× Gold: 2008, 2010, 2013, 2014, 2015, 2016    |

Die Eishockeynationalmannschaft der Republik China (Taiwan) der Herren gehört zum Eishockeyverband der Republik China (Chinese Taipei Ice Hockey Federation). Sie wird nach der Weltmeisterschaft 2018 in der IIHF-Weltrangliste auf dem 46. Platz von 50 eingestuften Mannschaften geführt.

## Geschichte
Die Nationalauswahl der Republik China (auch Taiwan genannt) bestritt 1987 ihre ersten Länderspiele. Die Mannschaft nahm außer Konkurrenz an der D-Weltmeisterschaft 1987 teil. Das erste Spiel gegen Hongkong ging Remis aus, die restlichen drei Spiele gingen verloren, unter anderem mit 3:31 gegen Australien. 
2005 trat die Eishockeynationalmannschaft zu drei Spielen an, in denen sie gegen Hongkong mit 2:6 verlor sowie gegen Thailand mit 5:3 und 11:4 gewann. 2008 nahm die Republik China erstmals bei einem offiziellen Turnier der IIHF teil, als sie sich beim IIHF Challenge Cup of Asia mit vier Siegen bei einer Niederlage gegen die Mannschaften aus Malaysia, Hongkong, Thailand, Singapur und Macao durchsetzen. Trotz des Erfolges verzichtete die Mannschaft im folgenden Jahr auf die erneute Teilnahme. 2010 konnten die Nationalchinesen diesen Wettbewerb dann aber erneut für sich entscheiden. Ihre höchste Niederlage, eine 0:35-Niederlage gegen die Auswahl Kasachstans erlitten die Taiwanesen bei ihrer ersten Teilnahme an den Winter-Asienspielen 2011. 
Beim Challenge Cup 2015 im heimischen Taipeh erzielten sie mit einem 30:0-Erfolg über Macau ihren bisher höchsten Länderspielsieg. 2016 konnte die Mannschaft zum insgesamt sechsten Mal den Challenge Cup of Asia gewinnen.
2017 nahm Taiwan erstmals an einer Weltmeisterschaft in der Division III teil. Nach einem Sieg gegen die Vereinigten Arabischen Emirate erreichte das Team Platz 6 von sieben teilnehmenden Nationen.

## Platzierungen

### Olympische Winterspiele
- 1920 bis heute – nicht teilgenommen

### Eishockey-Weltmeisterschaften
- 1920 bis 2016 – nicht teilgenommen
- 2017 – 6. Platz Division III
- 2018 – 4. Platz Division III
- 2019 – 5. Platz Division III
- 2020–2021 – nicht ausgetragen
- 2022 – 4. Platz Division IIIA
- 2023 – 1. Platz Division IIIA (Aufstieg in die Division IIB)
- 2024 – 5. Platz Division IIB
- 2025 – 5. Platz Division IIB

### Winter-Asienspiele
- 1986 bis 2007 – nicht teilgenommen
- 2011 – 5. Platz
- 2017 – 2. Platz Division I (6. Platz insgesamt)
- 2025 – 5. Platz

### Platzierungen beimIIHF Challenge Cup of Asia
- 2008 – 1. Platz
- 2009 – nicht teilgenommen
- 2010 – 1. Platz
- 2011 – nicht teilgenommen
- 2012 – 5. Platz
- 2013 – 1. Platz
- 2014 – 1. Platz
- 2015 – 1. Platz
- 2016 – 1. Platz
- seit 2017 – nicht teilgenommen